# Leptogenys breviceps
Leptogenys breviceps es una especie de hormiga del género Leptogenys, subfamilia Ponerinae.

## Taxonomía
Esta especie fue descrita científicamente por Viehmeyer en 1914.